# Julkul med Staffan & Bengt
Julkul med Staffan & Bengt var ett jullovsmorgonprogram som sändes i Sveriges television från december 1978 till januari 1979. I huvudrollerna syntes Staffan Ling och Bengt Andersson. Programmet uppskattades och fick några år senare en slags fristående uppföljare i julkalenderprogrammet Julstrul med Staffan & Bengt.